# Bandiera della Repubblica Serba di Bosnia ed Erzegovina
La bandiera della Repubblica Serba di Bosnia ed Erzegovina (in serbo Застава Републике Српске?) è un tricolore orizzontale con rosso, blu e bianco, simile alla bandiera della Serbia nella sua variante civile senza lo stemma, ma con diverse proporzioni e tonalità. Inoltre, è praticamente identica alla bandiera dei serbi di Croazia.
Nel 2007 una sentenza della Corte Costituzionale della Bosnia ed Erzegovina ha dichiarato incostituzionali i simboli della Federazione e l'emblema della Repubblica Serba poiché non rappresentanti tutti i popoli del Paese, ha invece permesso l'uso della bandiera della Repubblica Serba, poiché i suoi colori sono i colori panslavi e non rappresentano una nazionalità specifica.